# Rüdiger Schnuphase
Rüdiger Schnuphase (* 23. Januar 1954 in Erfurt) ist ein ehemaliger deutscher Fußballspieler. In der höchsten Spielklasse des DDR-Fußballs, der Oberliga, spielte er für den FC Rot-Weiß Erfurt und den FC Carl Zeiss Jena. Schnuphase ist 45-facher DDR-Nationalspieler.

## Sportliche Laufbahn

### Gemeinschafts- und Clubstationen
Schnuphase begann mit dem Fußball als Achtjähriger in seiner Heimatgemeinschaft BSG Traktor Werningshausen. Bereits mit zehn Jahren wechselte er zum SC Turbine Erfurt, aus dessen Fußballsektion später der FC Rot-Weiß entstand. Er durchlief die Nachwuchsmannschaften und spielte ab 1970 in der Juniorenoberliga.
Seine ersten Spiele mit der Männermannschaft des FC Rot-Weiß bestritt Schnuphase in der Saison 1971/72 in der zweitklassigen DDR-Liga, da die Erfurter zuvor aus der Oberliga abgestiegen waren. Mit 14 von 30 Spielen und acht Toren, inklusive der ohne Niederlage absolvierten Aufstiegsrunde, hatte er Anteil am sofortigen Aufstieg. In der folgenden Oberligasaison 1972/73 wurde Schnuphase vom ersten Spieltag an eingesetzt und war mit 25 von 26 möglichen Punktspielen bereits Stammspieler des FC Rot-Weiß. Er spielte sowohl im zentralen als auch im linken Mittelfeld und war mit neun Treffern zweitbester Torschütze seiner Mannschaft.
Beim FC Rot-Weiß Erfurt hatte Schnuphase inzwischen von 1972 bis 1976 93 Oberligaspiele bestritten, doch zählte der Fußballclub nicht zur Elite des DDR-Fußballs. Schnuphase wollte unbedingt zum FC Carl Zeiss Jena, um seine Entwicklung voranzubringen und Nationalspieler zu werden. Dem Wechsel musste der Fußballverband zustimmen, der dies mit Blick auf die Möglichkeiten in Jena auch tat, wo zu der Zeit die meisten Nationalspieler spielten. Publikationen, dass der Verband den Wechsel veranlasste, hat Schnuphase immer wieder widersprochen, zuletzt in Interviews anlässlich seines 70. Geburtstags: „Es gibt nur einen Grund, warum ich damals nach Jena ging: Ich wollte es! Ich wollte unbedingt international spielen.“
Doch die Entwicklung Schnuphases auf Auswahlebene stagnierte zunächst, denn in den folgenden zweieinhalb Jahren spielte Schnuphase nur selten in der Nationalmannschaft, bevor er zum Jahreswechsel 1978/79 dort zur Stammkraft avancierte. Beim FC Carl Zeiss hingegen fügte sich Schnuphase problemlos ein, absolvierte in der Saison 1976/77 wiederum als Mittelfeldakteur alle 26 Oberligapunktspiele und erzielte dabei zehn Tore. Im Frühjahr 1978 trat eine entscheidende Änderung in Schnuphases sportlicher Laufbahn ein. Nach dem längerfristigen Ausfall von Ulrich Oevermann wurde beim FC Carl Zeiss ein neuer Libero gesucht. Trainer Hans Meyer, den er als besten Coach seiner Karriere bezeichnete, erinnerte sich an Schnuphase Liberorolle in der Juniorenauswahl und beorderte ihn aus dem Mittelfeld auf die Position des letzten Mannes. Dort spielte Schnuphase bis zum Ende seines Engagements in Jena.
Mit dem FC Carl Zeiss erlangte Schnuphase einen nationalen Titel. Am 17. Mai 1980 bestritten die Jenaer das Endspiel um den FDGB-Pokal und gewannen mit Libero Schnuphase in der Verlängerung mit 3:1 über den Thüringer Rivalen FC Rot-Weiß Erfurt. Damit hatte sich Jena für den Wettbewerb um den Europapokal der Pokalsieger 1980/81 qualifiziert. Nach acht Spielen, alle mit Schnuphase, hatte der FC Carl Zeiss das Endspiel erreicht. Dort unterlagen die Zeiss-Städter jedoch gegen Dinamo Tiflis mit 1:2. Auch in diesem Spiel wirkte Schnuphase mit.
Das Schicksal des 2. Platzes erlitt Schnuphase in derselben Saison 1980/81 ebenfalls im Ligabetriebs, als er mit dem FC Carl Zeiss Oberligavizemeister wurde. Allerdings war es für ihn das beste Ergebnis in seiner Zeit in der ostdeutschen Eliteklasse. Ein Jahr später sorgte er für ein Kuriosum in der Oberliga, als ihm als Libero mit 19 Punktspieltoren der Gewinn des Torschützenkönigtitels gelang. Für diese Leistungen wurde er als Fußballer des Jahres 1982 ausgezeichnet. Im November 1983 erlitt Schnuphase im Europapokalspiel FC Carl Zeiss Jena – Sparta Rotterdam (1:1) eine schwere Kopfverletzung, die ihn für zwei Monate außer Gefecht setzte. In der Rückrunde 1983/84 absolvierte er noch zehn Oberligaspiele für Jena. Danach beendete er an der Saale sein Engagement. Rüdiger Schnuphase bestritt 260 Pflichtspiele für den FC Carl Zeiss Jena und erzielte dabei 111 Tore – davon 196 Partien (94 Tore) in der Oberliga, 29 FDGB-Pokalauftritte (neun) und 35 Europapokalbegegnungen (acht).
Nachdem für den 30-jährigen Schnuphase keine Aussicht mehr bestand, weiter in der Nationalmannschaft spielen zu können, kehrte er zum FC Rot-Weiß Erfurt zurück. Dort wurde er 1984/85 sofort vom 1. Spieltag an wieder auf der Liberoposition eingesetzt und spielte bis zum 20. Oberligaspieltag ohne Unterbrechung. Am 21. Spieltag verletzte sich Schnuphase erneut und konnte erst am 2. Spieltag der Saison 1985/86 wieder in der Oberliga eingesetzt werden. Nach insgesamt elf Oberligaspielen in dieser Saison beendete Schnuphase im Sommer 1986 seine Laufbahn als aktiver Fußballspieler. Sein letztes Punktspiel in der Oberliga bestritt er am 22. Februar 1986 bei einer 0:1-Niederlage gegen seinen alten Club Carl Zeiss Jena. Er hatte somit die Anzahl seiner Oberligaspiele für Erfurt auf insgesamt 124 erhöht und erreichte damit in der Oberliga insgesamt 320 Einsätze. Er liegt damit auf Platz 28 aller DDR-Oberligaspieler und erreichte mit seinen 123 Toren den siebten Rang in der ewigen DDR-Erstligatorschützenliste.

### Auswahleinsätze
Schnell wurden die Verantwortlichen des DFV auf den talentierten RWE-Akteur aufmerksam. In der DDR-Juniorennationalmannschaft debütierte er bereits mit sechzehneinhalb Jahren am 5. September 1970 beim 1:1 der DDR gegen die Tschechoslowakei im Rahmen der Jugendwettkämpfen der Freundschaft, als er in der Auftaktpartie nach 70 Minuten für Waldemar Köppe eingewechselt wurde. Mit der DDR-U-18-belegte er bei diesem in Polen ausgetragenen Turnier der sozialistischen Länder, bei dem Schnuphase auch in einem Spiel gegen die Zweitvertretung des Gastgebers das DDR-Trikot trug, im Spätsommer 1970 in Polen den 6. Platz.
Bis 1972 bestritt der Erfurter insgesamt 29 Länderspiele mit der Juniorenauswahl. Nachdem er zuerst seine Stammposition auf der linken Sturmseite gefunden hatte, wurde er zum UEFA-Juniorenturnier 1971, der inoffiziellen Europameisterschaft dieser Altersklasse, ins Mittelfeld versetzt und erreichte in der Mannschaft um Libero Wolfgang Altmann in der Tschechoslowakei den 3. Rang. Zeitweise war er Kapitän der Juniorenauswahl. Bei den Jugendwettkämpfen der Freundschaft im Sommer 1971 vor eigenem Publikum wurde die DDR-Auswahl Zweiter. Am UEFA-Juniorenturnier 1972 konnte die ostdeutsche U-18 erstmals seit den Einreiseverweigerungen zu Beginn der 1960er-Jahre nicht teilnehmen, da sie mit Schnuphase gegen Polen in der Qualifikation scheiterte.
Von 1972 an kam er in 14 Spielen der Nachwuchsnationalmannschaft zum Einsatz. Am 17. Juni 1973 wurde Schnuphase noch weit vor seinem 20. Geburtstag in einem A-Länderspiel aufgestellt. In der Begegnung Island – DDR (1:2) wurde er im rechten Mittelfeld aufgeboten. Bis zum Sommer 1975 hatte er bereits acht Spiele mit der Nationalmannschaft absolviert, darunter zwei Spiele bei der Weltmeisterschaft 1974 – zum einen gegen die Niederlande (0:2) und zum anderen gegen Argentinien (1:1).
Nach nur einem weiteren Einsatz zwischen seinem 9. Einsatz im April 1976 und der 11. Partie im A-Auswahldress im November 1978, dem Europameisterschaftsqualifikationsspiel Niederlande – DDR (3:0), fasste er ab Jahresbeginn 1979 wieder fest Tritt in der Buschner-Elf. Er gehörte nunmehr zum festen Spielerstamm und brachte es bis zum Ende seiner Nationalmannschaftskarriere, dann schon von Rudolf Krause und später Bernd Stange aufgeboten, auf 45 A-Länderspiele. Entgegen seiner Clubentwicklung absolvierte er aber aufgrund der Klasse von Hans-Jürgen Dörner auf dieser Position erst die letzten Spielen 1983 als Libero. Davor spielte er entweder Vorstopper oder im Mittelfeld. 1980 gehörte Schnuphase auch zum Aufgebot der Fußballolympiaauswahl der DDR, nachdem er bereits mit dieser Mannschaft 1975 ein Qualifikationsspiel bestritten hatte.
1980 trat die DDR als Titelverteidiger an und musste sich nicht qualifizieren. Beim olympischen Fußballturnier in Kiew und Moskau wurde Schnuphase in allen sechs Spielen eingesetzt und gewann mit seiner Mannschaft die Silbermedaille, da das Finale gegen die Tschechoslowakei mit 0:1 verlorenging.

## Berufliche Laufbahn
Rüdiger Schnuphase besitzt den Fußballlehrerschein und begann 1986 als Nachwuchstrainer in Erfurt. 2014 arbeitete er als Auswahltrainer des Thüringer Fußball-Verbandes (TFV) im Nachwuchsbereich. Nach den Entlassungen von Lothar Kurbjuweit (Spätsommer 1991) und Josip Kuže (Frühjahr 1992) agierte der Ex-Nationalspieler in der Premierensaison der gesamtdeutschen 2. Bundesliga zweimal kurzzeitig als Coach der 1. Mannschaft von RWE.

## Auszeichnungen
- 1980 – Vaterländischer Verdienstorden in Bronze[6]